# Epítome
Um epítome (/ ɨpɪtəmiː/ ; do grego ἐπιτομή de ἐπιτέμνειν epitemnein "cortar curto") é uma forma literária sumária ou em miniatura; uma instância que representa uma realidade maior, também usado como um sinônimo para a incorporação.